# Isla Grand Manan
La isla Grand Manan es una isla situada en el sur de la provincia canadiense de Nuevo Brunswick, y es la mayor de las Islas Fundy, situadas en la frontera marítima entre la bahía de Fundy y el golfo de Maine, en el Océano Atlántico. En el año 2011 tenía una poblacíón de 2377 habitantes.

## Historia

### Exploración
Según la tradición oral, los indios de la tribu de los Maliseet-Passamaquoddy-Penobscot usaban esta isla como cementerio y lugar sagrado. Aunque no hay evidencia histórica, se supone que alrededor del año 1000 d. C. los nórdicos fueron los primeros europeos en explorar la bahía de Fundy y el golfo de Maine. A finales del siglo XIV los famosos exploradores Sebastián Caboto y Gaspar Corte Real, quienes separadamente exploraron el Nuevo Mundo, pasaron por la bahía de Fundy. Alrededor de 1520, el portugués João Álvares Fagundes cartografió los alrededores de la isla, aunque no aparece claramente en un mapa hasta 1558. El nombre Fundy se entiende que proviene de esta época, cuando los portugueses llamaron a la bahía Río Fundo (río profundo, en español).
Estos mapas encendieron el entusiasmo del explorador francés Etienne Bellenger quien partió en enero de 1583, alcanzando la Isla del Cabo Bretón alrededor del 7 de febrero, y llegó a la isla Grand Manan algunos días después.
En 1693 la isla fue admitida como parte de Nueva Francia o el virreinato de Nueva Francia, que comprendía todas las colonias francesas en Norteamérica.

### Era colonial
A pesar de la temprana exploración y de la actividad comercial, el primer asentamiento permanente en la isla no fue establecido hasta 1784, que se llamó Ross Island, en honor al colono Thomas Ross.
- Datos: Q1542630
- Multimedia: Grand Manan Island / Q1542630